# Fuentelsaz de Soria
Fuentelsaz de Soria – gmina w Hiszpanii, w prowincji Soria, w Kastylii i León, o powierzchni 26,34 km². W 2011 roku gmina liczyła 58 mieszkańców.